# Asier Villalibre
Asier Villalibre Molina (Guernica, 30 settembre 1997) è un calciatore spagnolo, attaccante del Racing Santander in prestito dall'Alavés.

## Caratteristiche tecniche
Attaccante dotato di una grande potenza fisica che lo rende capace di fare reparto da solo e, seppur pecchi in velocità, pericoloso in campo aperto, abile nella protezione della palla e freddo sottoporta grazie anche al suo tiro molto potente, nel suo repertorio figura in particolare il colpo di testa

## Carriera

### Club
Cresciuto nelle giovanili dell'Athletic Bilbao, ha esordito in prima squadra il 4 dicembre 2016 in occasione del match di campionato vinto 3-1 contro l'Eibar.
Pochi giorni più tardi ha esordito anche in UEFA Europa League subentrando a Sabin Merino al 77' dell'incontro pareggiato 1-1 contro il Rapid Vienna. Nell'occasione ha fornito l'assist per la rete del definitivo pareggio. Viene poi ceduto in prestito a varie compagini, faticando a trovare un posto fisso in squadra.
Ceduto in prestito all'Alavés, il 17 giugno 2023 realizza, durante i tempi supplementari della finale di ritorno dei playoff di Segunda División contro il Levante, il calcio di rigore che sancisce lo 0-1 finale e il ritorno in Liga della squadra basca.

### Nazionale
Ha giocato nelle nazionali giovanili spagnole Under-17, Under-18 ed Under-19.
Nel 2019 ha esordito nella selezione dei Paesi Baschi.

## Statistiche

### Presenze e reti nei club
Statistiche aggiornate al 5 dicembre 2024.
| Stagione               | Squadra                | Campionato             | Campionato | Campionato | Coppe nazionali | Coppe nazionali | Coppe nazionali | Coppe continentali | Coppe continentali | Coppe continentali | Altre coppe | Altre coppe | Altre coppe | Totale | Totale |
| Stagione               | Squadra                | Comp                   | Pres       | Reti       | Comp            | Pres            | Reti            | Comp               | Pres               | Reti               | Comp        | Pres        | Reti        | Pres   | Reti   |
| ---------------------- | ---------------------- | ---------------------- | ---------- | ---------- | --------------- | --------------- | --------------- | ------------------ | ------------------ | ------------------ | ----------- | ----------- | ----------- | ------ | ------ |
| 2013-2014              | Baskonia               | TD                     | 11         | 6          | -               | -               | -               | -                  | -                  | -                  | -           | -           | -           | 11     | 6      |
| 2014-2015              | Baskonia               | TD                     | 34         | 20         | -               | -               | -               | -                  | -                  | -                  | -           | -           | -           | 34     | 20     |
| Totale Bilbao Athletic | Totale Bilbao Athletic | Totale Bilbao Athletic | 45         | 26         |                 | -               | -               |                    | -                  | -                  |             | -           | -           | 45     | 26     |
| 2014-2015              | Bilbao Athletic        | SDB                    | 2+2        | 0          | -               | -               | -               | -                  | -                  | -                  | -           | -           | -           | 4      | 0      |
| 2015-2016              | Bilbao Athletic        | SD                     | 32         | 3          | -               | -               | -               | -                  | -                  | -                  | -           | -           | -           | 32     | 3      |
| 2016-mag. 2017         | Bilbao Athletic        | SDB                    | 27         | 11         | -               | -               | -               | -                  | -                  | -                  | -           | -           | -           | 27     | 11     |
| 2016-mag. 2017         | Athletic Bilbao        | PD                     | 6          | 0          | CR              | 0               | 0               | UEL                | 2                  | 0                  | -           | -           | -           | 8      | 0      |
| mag.-giu. 2017         | Numancia               | SD                     | 6          | 0          | CR              | -               | -               | -                  | -                  | -                  | -           | -           | -           | 6      | 0      |
| 2017-gen. 2018         | Real Valladolid        | SD                     | 13         | 0          | CR              | 4               | 2               | -                  | -                  | -                  | -           | -           | -           | 17     | 2      |
| gen.-giu. 2018         | Lorca                  | SD                     | 12         | 0          | CR              | -               | -               | -                  | -                  | -                  | -           | -           | -           | 12     | 0      |
| 2018-2019              | Bilbao Athletic        | SDB                    | 38         | 23         | -               | -               | -               | -                  | -                  | -                  | -           | -           | -           | 38     | 23     |
| Totale Bilbao Athletic | Totale Bilbao Athletic | Totale Bilbao Athletic | 101        | 37         |                 | -               | -               |                    | -                  | -                  |             | -           | -           | 101    | 37     |
| 2019-2020              | Athletic Bilbao        | PD                     | 19         | 3          | CR              | 5               | 2               | -                  | -                  | -                  | -           | -           | -           | 24     | 5      |
| 2020-2021              | Athletic Bilbao        | PD                     | 35         | 4          | CR              | 6               | 1               | -                  | -                  | -                  | SS          | 2           | 1           | 43     | 6      |
| 2021-2022              | Athletic Bilbao        | PD                     | 19         | 2          | CR              | 1               | 0               | -                  | -                  | -                  | SS          | 0           | 0           | 20     | 2      |
| 2022-gen. 2023         | Athletic Bilbao        | PD                     | 5          | 0          | CR              | 3               | 0               | -                  | -                  | -                  | -           | -           | -           | 8      | 0      |
| gen.-giu. 2023         | Alavés                 | SD                     | 16+4       | 4+2        | CR              | -               | -               | -                  | -                  | -                  | -           | -           | -           | 20     | 6      |
| 2023-2024              | Athletic Bilbao        | PD                     | 18         | 2          | CR              | 6               | 6               | -                  | -                  | -                  | -           | -           | -           | 24     | 8      |
| Totale Athletic Bilbao | Totale Athletic Bilbao | Totale Athletic Bilbao | 102        | 11         |                 | 21              | 9               |                    | 2                  | 0                  |             | 2           | 1           | 127    | 21     |
| 2024-2025              | Alavés                 | PD                     | 7          | 1          | CR              | 2               | 0               | -                  | -                  | -                  | -           | -           | -           | 9      | 1      |
| Totale Alavés          | Totale Alavés          | Totale Alavés          | 27         | 7          |                 | 2               | 0               |                    | -                  | -                  |             | -           | -           | 29     | 7      |
| Totale carriera        | Totale carriera        | Totale carriera        | 306        | 81         |                 | 27              | 11              |                    | 2                  | 0                  |             | 2           | 1           | 337    | 93     |

## Palmarès

### Club

#### Competizioni nazionali
- Supercoppa di Spagna: 1

Athletic Bilbao: 2021
- Coppa di Spagna: 1

Athletic Bilbao: 2023-2024

### Individuale
- Capocannoniere della Coppa di Spagna: 1

2023-2024 (5 reti, ex aequo con Abdón Prats e Tasos Douvikas)